# Peaceville Records
Peaceville Records är ett engelskt indieskivbolag med hårdrock- och i början även viss punkinriktning, startat 1987, av Paul "Hammy" Halmshaw. 

## Artister (urval)
- Autopsy
- Barren Earth
- Bloodbath
- Cradle of Filth
- Darkthrone
- Deviated Instinct
- Doom
- Electro Hippies
- Gallhammer
- Katatonia
- My Dying Bride
- Novembre
- Paradise Lost
- The Provenance